# Achim Köhler
Achim Köhler (* 22. März 1964 in Walldorf) ist ein deutscher Politiker (AfD). Er ist Mitglied des Deutschen Bundestages.

## Persönlicher Werdegang
Von 1981 bis 1984 machte Köhler eine Ausbildung zum Koch an der gewerblichen Berufsschule in Calw. Daraufhin war er von 1984 bis 1986 Küchenleiter in der Gastronomie und 1986 bis 1993 Angestellter im Amt für Verteidigungslasten in Mannheim. Seit 1993 ist er Angestellter im öffentlichen Dienst bei der Gemeindeverwaltung Sandhausen.

## Politischer Werdegang

### AfD
Seit 2013 ist Köhler Mitglied der Alternative für Deutschland. Im selben Jahr war er außerdem Mitbegründer des AfD-Kreisverbands Rhein-Neckar, wurde Vorstandsmitglied und war acht Jahre Sprecher des AfD-Kreisverbands Rhein-Neckar.
Zur Bundestagswahl 2017 war er auf Landeslistenplatz 20 nominiert. Seit 2023 ist er erneut Sprecher des AfD-Kreisverbands Rhein-Neckar. Seit 2013 ist er des Weiteren Sprecher des Gemeindeverbands Hardtwald. Seit 2015 ist er Bundes- und Europadelegierter der AfD.

### Deutscher Bundestag
Köhler zog bei der Bundestagswahl 2025 über Landeslistenplatz 9 der AfD Baden-Württemberg in den 21. Deutschen Bundestag ein. Dort ist er Mitglied in folgenden Ausschüssen und Gremien:
- Ordentliches Mitglied im Ausschuss für Menschenrechte und humanitäre Hilfe
- Stellvertretendes Mitglied im Ausschuss für Arbeit und Soziales
- Ordentliches Mitglied in der Parlamentarischen Versammlung des Europarates